# Niveolanit
Niveolanit ist ein sehr selten vorkommendes Mineral aus der Mineralklasse der „Carbonate und Nitrate“. Er kristallisiert im tetragonalen Kristallsystem mit der idealisierten chemischen Zusammensetzung NaBe(CO3)(OH)·1–2H2O und ist damit chemisch gesehen ein wasserhaltiges Natrium-Beryllium-Carbonat mit zusätzlichen Hydroxid-Ionen.
Niveolanit bildet hauptsächlich weiche, faserige Aggregate bis zu 2 cm Größe, die unregelmäßig, verfilzt, radial, subparallel, bündel- oder garbenförmig
ausgebildet sind und aus gebogenen und divergentstrahligen, bis zu 1,4 cm langen und bis 0,01 mm dicken Fasern bestehen. Seltener finden sich nach [001] gestreckte, nadelige
Kristalle bis 1 cm Länge und 0,03 mm Dicke, die typischerweise tetragonale oder achteckige Querschnitte aufweisen.
Die Typlokalität des Niveolanits ist der durch den „Poudrette Quarry“ (Koordinaten des Poudrette Quarry) aufgeschlossene gangförmige „Poudrette-Pegmatit“ im Mont Saint-Hilaire, Regionale Grafschaftsgemeinde La Vallée-du-Richelieu, Montérégie, Québec, Kanada.

## Etymologie und Geschichte
Niveolanit wurde erstmals im Juni 1998 durch László Horváth und Elsa Pfenninger-Horváth im „Poudrette Quarry“ gefunden und anfänglich für ein visuell nahezu identisches, lediglich partiell untersuchtes, REE-haltiges Carbonat gehalten, welches früher in einem anderen Bereich desselben Pegmatits gefunden worden und als „MSH UK-91“ bezeichnet worden war. Nachdem sich erwiesen hatte, dass das Mineral keine REE enthält, wurde es 1999 zur Identifizierung an das Canadian Museum of Nature (CMN) in Ottawa, Kanada, übergeben. Nach ersten röntgendiffraktometrischen und elektronenstrahlmikroanalytischen Untersuchungen stellte sich schnell heraus, dass es sich um eine neue Phase – ein wasserhaltiges Na-Ca-Carbonat – handelt, die von Robert A. Gault vorläufig als „MSH UK-113“ bezeichnet wurde. Der Versuch einer Strukturanalyse schlug aber fehl, da sich die dünnen Fasern der neuen Phase nicht als Einkristalle verwenden ließen. Alle weiteren Untersuchungen dieser Phase im CMN wurden im Jahre 2000 eingestellt.
Während einer Exkursion mit László Horváth im August 1998 ebenfalls im „Poudrette Quarry“ wurde dasselbe Mineral unabhängig voneinander von Igor V. Pekov und Dmitriy I. Belakovskiy geborgen. Röntgendiffraktometrische, elektronenstrahlmikroanalytische und infrarotspektroskopische Analysen in Moskau ergaben mit einem wasserhaltigen Na-Ca-Carbonat dasselbe Resultat wie zuvor am CMN. Da „MSH UK-113“ am CMN nicht weiter erforscht wurde, wurden die Untersuchungen im Jahre 2006 an das Moskauer Team um Igor V. Pekov übertragen. Nikita V. Chukanov stellte fest, dass sich Teile des IR-Spektrums dieses Carbonatminerals nur mit der Anwesenheit eines großen Kations und wahrscheinlich sogar eines High Field Strength Elements (Element mit hoher Ionenvalenz) erklären lassen – wobei es sich um ein leichtes Element handeln musste, welches im Routinebetrieb mit der Mikrosonde nicht detektierbar ist. Analysen mit ICP-OES ergaben dann nicht das erwartete Lithium, sondern hohe Gehalte an Beryllium. Ferner wurden nun weiteres „MSH UK-113“-Material mit variierenden Begleitmineralen, unterschiedlicher Morphologie und verschiedenen Sammlungsdaten untersucht. Nach Vervollständigung der Untersuchungen und der Ermittlung aller relevanten Daten wurde das Mineral der International Mineralogical Association (IMA) vorgelegt, die es im Jahre 2007 unter der vorläufigen Bezeichnung „IMA 2007-032“ als neues Mineral anerkannte.
Im Jahre 2008 erfolgte die wissenschaftliche Erstbeschreibung dieses Minerals durch ein Team aus russischen Wissenschaftlern mit Igor V. Pekov, Natalia V. Zubkova, Nikita V. Chukanov, Atali A. Agakhanov, Dmitriy I. Belakovskiy, Yaroslav E. Filinchuk, Elena R. Gobechiya, Dmitriy Yu. Pushcharovsky und Murtazali Kh. Rabadanov sowie dem kanadischen Hobbymineralogen László Horváth im kanadischen Wissenschaftsmagazin The Canadian Mineralogist als Niveolanit (russisch Нивеоланит, englisch Niveolanite). Sie benannten das Mineral nach den lateinischen Wörtern niveus und lanas für „schneeweiß“ und „Wolle“ – um auf die visuelle Ähnlichkeit typischer Niveolanit-Aggregate mit Flocken aus schneeweißer, flauschiger Wolle hinzuweisen.
Das Typmaterial für Niveolanit (Cotypen) wird in der Systematischen Sammlung des Mineralogischen Museums „Alexander Jewgenjewitsch Fersman“ der Russischen Akademie der Wissenschaften in Moskau, Russland, (Katalognummer 3631/1) und in der Sammlung des Canadian Museum of Nature, Ottawa, Kanada, aufbewahrt.

## Klassifikation
Da der Niveolanit erst 2007 als eigenständiges Mineral anerkannt und 2008 erstbeschrieben wurde, ist er in der seit 1982 veralteten 8. Auflage der Mineralsystematik nach Strunz nicht verzeichnet. Im zuletzt 2018 aktualisierten „Lapis-Mineralienverzeichnis“, das sich aus Rücksicht auf private Sammler und institutionelle Sammlungen noch nach dieser klassischen Systematik von Karl Hugo Strunz richtet, erhielt das Mineral allerdings die Mineral- und System-Nr. V/E.08-001, was in der „Lapis-Systematik“ der Mineralklasse der „Carbonate, Nitrate und Borate“ und dort der Abteilung „Wasserhaltige Carbonate, mit fremden Anionen“ entspricht. Dort ist Niveolanit zusammen mit Thomasclarkit-(Y), Kamphaugit-(Y), Calcioankylit-(Ce), Calcioankylit-(Nd), Ankylit-(La), Ankylit-(Ce), Gysinit-(Nd), Kochsándorit, Strontiodresserit, Dresserit, Hydrodresserit, Montroyalit, Dundasit, Petterdit und Barstowit in einer unbenannten Gruppe zusammengefasst.
Die seit 2001 gültige und von der International Mineralogical Association (IMA) verwendete 9. Auflage der Strunz’schen Mineralsystematik ordnet den Niveolanit in die Klasse der „Carbonate und Nitrate“ (die Borate bilden hier eine eigene Klasse) und dort in die Abteilung der „Wasserhaltigen Carbonate mit fremden Anionen“ (Carbonate mit zusätzlichen Anionen; mit H2O) ein. Diese Abteilung ist allerdings weiter unterteilt nach der Größe der beteiligten Kationen, so dass das Mineral entsprechend seiner Zusammensetzung in der Unterabteilung „mit großen Kationen“ zu finden ist, wo es als einziges Mitglied die unbenannte Gruppe mit der System-Nr. 5.DC.35 bildet.
Die vorwiegend im englischen Sprachraum gebräuchliche Systematik der Minerale nach Dana ordnet den Niveolanit wie die veraltete Strunz’sche Systematik in die gemeinsame Klasse der „Carbonate, Nitrate und Borate“ und dort in die Abteilung der „Carbonate – Hydroxyl oder Halogen“ ein. Hier ist er als einziges Mitglied in der unbenannten Gruppe 16b.03.04 innerhalb der Unterabteilung „Carbonate - Hydroxyl oder Halogen mit AmBn(XO3)pZq • x(H2O), (m+n):p = 2:1“ zu finden.

## Chemismus
Mittelwerte aus acht Mikrosondenanalysen an Niveolanit von der Typlokalität lieferten 19,81 % Na2O; 0,07 % K2O; 3,88 % CaO; 16,65 % BeO (bestimmt über ICP-OES), 29,81 % CO2 (bestimmt über den Glühverlust) und 26,93 H2O (bestimmt über den Glühverlust) (Summe 97,15 %). Die Gehalte von F, Li und B liegen unterhalb der Nachweisgrenze. Das Verhältnis OH:H2O wurde aus der Ladungsbilanz berechnet, die Anwesenheit von OH, H2O und CO3 durch IR-Spektroskopie bestätigt. Der geringe Wert für die analytische Summe (97,15 Gew.-%) wird möglicherweise durch den zeolithischen Charakter des Minerals verursacht. Teile des H2O sind in den breiten Kanälen der Struktur nur sehr schwach gebunden und können während der Analyse leicht mobilisiert werden. Konsequenterweise kann der H2O-Gehalt von Kristall zu Kristall variieren; auch die mit verschiedenen Methoden ermittelten Wassergehalte können sich unterscheiden.
Aus den Analysen wurde auf der Basis von einem Kohlenstoffatom pro Formeleinheit (pfu) die empirische Formel (Na0,94Ca0,10)Σ=1,04Be0,98(CO3)1,00(OH)1,10·1,66H2O berechnet, die sich zu NaBe(CO3)(OH)·1–2H2O idealisieren lässt. Die offizielle Formel der IMA für Niveolanit ist NaBe(CO3)(OH)·2H2O.
Die Elementkombination Na–Be–C–O–H ist unter den derzeit bekannten Mineralen einzigartig; damit existieren keine Minerale, die eine chemische Zusammensetzung mit den gleichen chemischen Elementen wie Niveolanit aufweisen. Niveolanit war bei seiner Erstbeschreibung das einhundertste von der IMA anerkannte Mineral mit Beryllium als essentiellem, formelwirksamem Bestandteil. Er stellt ferner das erste natürlich vorkommende Beryllium-Carbonat dar.
Niveolanit lässt sich als Na-Be-dominantes Analogon zu den Hg-dominierten Mineralen Peterbaylissit, (Hg+2)1,5(CO3)(OH)·2H2O, und Clearcreekit, (Hg+2)1,5(CO3)(OH)·2H2O, auffassen, die beide aber eine völlig andere Struktur aufweisen.

## Kristallstruktur
Niveolanit kristallisiert im tetragonalen Kristallsystem in der Raumgruppe P4/mcc (Raumgruppen-Nr. 124) mit den Gitterparametern a = 13,1304 Å und c = 5,4189 Å sowie acht Formeleinheiten pro Elementarzelle. Die Strukturformel für das Mineral wird mit {(Na0,9Ca0,1)[(H2O)0,9(OH)0,1]}{Be(OH)}(CO3)·0–1H2O angegeben.
Niveolanit repräsentiert einen neuen Strukturtyp. Seine Kristallstruktur beinhaltet isolierte, unendliche [– (OH) – (BeO2) –]{\displaystyle \infty }-Ketten aus BeO2(OH)2-Tetraedern, wobei benachbarte Be-Tetraeder miteinander über gemeinsame OH-Gruppen verbunden sind. Zwei weitere Vertices eines jeden Be-Tetraeders werden mit (CO3)-Gruppen geteilt. Na-Kationen sitzen in der Mitte von siebenfach koordinierten [NaO6(H2O)]-Polyedern, welche miteinander über gemeinsame Kanten verknüpft sind und dadurch isolierte Säulen/Pfeiler bilden. Jede CO3-Gruppe teilt zwei Vertices mit zwei benachbarten Be-Tetraedern, wohingegen ihr dritter Vertex mit drei Na-Polyedern geteilt wird, da jede CO3-Gruppe mit zwei Kanten mit zwei Na-Polyedern verknüpft ist. Die Ketten aus Be-Tetraedern und Säulen aus Na-Polyedern sind in Richtung der c-Achse [001] angeordnet und bilden breite Kanäle, in denen die H2O-Moleküle, welche einen Vertex der Na-Polyeder bilden, sitzen. Aus diesem Grund kann Niveolanit ein zeolithartiges Verhalten zeigen.
| Kristallstruktur von Niveolanit |
| - Räumliche Darstellung in der kristallographischen Standardausrichtung - Mit Blickrichtung parallel zur a-Achse - Mit Blickrichtung parallel zur b-Achse - Mit Blickrichtung parallel zur c-Achse |
| Farblegende: _ Na 0 _ Ca 0 _ Be 0 _ C 0 _ O 0 _ H |

Die Kristallstruktur des Niveolanits ist zwar einzigartig, es existieren jedoch einige strukturell ähnlich Minerale. Im Niveolanit werden die Bindungen zwischen den Be-Tetraedern in Richtung [001] durch CO3-Gruppen verstärkt, die sich an beiden Seiten der [BeO2(OH)]{\displaystyle \infty }-Ketten befinden. Folglich entspricht die c-Periode der Struktur fast genau zwei Kantenlängen des Be-Tetraeders. Dieses Strukturmerkmal besitzt Gemeinsamkeiten mit den Ketten in vielen Strukturen von Berylliummineralen, in denen der Kern der Kette durch Be-Tetraeder gebildet wird. In solchen Mineralen werden die Bindungen zwischen den benachbarten Be-Tetraedern allerdings durch Si-Tetraeder (z. B. in Euklas, AlBe(SiO4)(OH), und Sphaerobertrandit, Be3SiO4(OH)2) oder P-Tetraeder wie in Väyrynenit, MnBe(PO4)(OH), verstärkt. Ähnliche Elemente finden sich in Hopeit, Zn3(PO4)2(H2O)4, und Phosphophyllit, Zn2Fe(PO4)2(H2O)4, wo Zn-Tetraeder die Ketten bilden und P-Tetraeder ihre Kontakte verstärken. In Klinoedrit, CaZn(SiO4)(H2O), werden die (Zn,O)-Ketten ebenfalls durch Si-Tetraeder fixiert. Auch einige Boratminerale besitzen strukturelle Ähnlichkeiten mit Niveolanit. Calciborit, Ca2(BO3BO)2, mit Ketten aus B-Tetraedern und planaren B-Dreiecken weist dieselbe Konfiguration auf wie die Be-C-Ketten im Niveolanit. Dundasit, PbAl2(CO3)2(OH)4·H2O, und die mit ihm verwandten Minerale besitzen eine Konfiguration mit Ketten aus Al-Oktaedern mit gemeinsamen Kanten, wobei zwei weitere Vertices ebenso mit CO3-Gruppen verbunden sind wie in der Struktur des Niveolanits.

## Eigenschaften

### Morphologie
Niveolanit findet sich in Hohlräumen eines Pegmatits und dort typischerweisen in den Räumen zwischen Mikroklin- und Aegirin-Kristallen. Er bildet zwei morphologisch verschiedene Varietäten: faserige Aggregate und nadelige Kristalle. Die faserigen Aggregate sind unregelmäßig, verfilzt, radial, subparallel, bündel- oder garbenförmig ausgebildet, erreichen bis zu 2 cm Größe und sind gewöhnlich weich, unelastisch biegsam und flauschig wie Flocken aus Wolle. Einzelne Fasern sind typischerweise gebogen und divergentstrahlig und erreichen Abmessungen bis zu 1,4 cm Länge und bis 0,01 mm Dicke.
In einigen Hohlräumen traten selten nach [001] gestreckte, nadelige Kristalle bis 1 cm Länge und 0,03 mm Dicke auf, die typischerweise tetragonale (quadratische) oder achteckige Querschnitte aufweisen. Diese Kristalle zeigen die trachtbestimmenden Formen des tetragonalen Prismas II. Stellung {100} und des tetragonalen Prismas I. Stellung {110}; gut ausgebildete Endflächen fehlen hingegen. Bei einigen der Kristalle handelt es sich aber tatsächlich um Parallelverwachsungen extrem dünner, nadeliger Subindividuen. Schließlich wurden auch faserige Pseudomorphosen von Niveolanit nach lamellaren Eudidymit-Kristallen bis zu 0,1 × 0,5 × 1 cm Größe beobachtet; der Beryllium-Gehalt des neu gebildeten Niveolanits leitet sich hierbei direkt aus dem Eudidymit her.

### Physikalische und chemische Eigenschaften
Niveolanit-Aggregate sind schneeweiß bis perlweiß, während die Kristalle farblos-wasserklar sind. Ihre Strichfarbe ist hingegen immer weiß. Die Oberflächen der durchsichtigen Kristalle wie auch die der Aggregate zeigen einen charakteristischen seidenartigen Glanz. Aggregate sind durchscheinend bis opak. Niveolanit besitzt entsprechend diesem Seidenglanz eine mittlere Lichtbrechung (nω = 1,469; nε = 1,502) und eine mittlere Doppelbrechung (δ = 0,033). Im durchfallenden Licht ist der einachsig positive Niveolanit farblos und weist keinen Pleochroismus auf.
Niveolanit zeigt keine Spaltbarkeit und auch keine Teilbarkeit. Aufgrund seiner Sprödigkeit brechen Niveolanit-Kristalle aber ähnlich wie Willemit oder Vesuvian, wobei die Bruchflächen splitterig ausgebildet sind. Faserige Aggregate sind hingegen unelastisch biegsam. Die Mohshärte des Minerals lässt sich aufgrund der wolleartigen Aggregate und der extrem dünnen Nadeln nicht ermitteln. Die berechnete Dichte des Niveolanits beträgt 2,06 g/cm³ (berechnet aus der empirischen Formel) bzw. 1,82 g/cm³ (berechnet aus den Strukturdaten).
Niveolanit-Kristalle zeigen weder im kurzwelligen noch im langwelligen UV-Licht eine Fluoreszenz.
Die Kristalle des Niveolanits lösen sich bei Zimmertemperatur sowohl in verdünnter als auch in konzentrierter Salzsäure, HCl, unter sehr schwachem Sprudeln langsam auf. In feuchter Luft zeigt Niveolanit starke Absorption von molekularem Wasser; sein Hydratations-Dehydratations-Prozess hängt demnach von der Luftfeuchtigkeit ab und ist umkehrbar.

### Toxizität
Als berylliumhaltiges Mineral ist Niveolanit potentiell toxisch, weswegen Hautkontakt mit dem Mineral und die Aufnahme von in der Atemluft enthaltenen Niveolanit-Fasern vermieden werden sollten. Durch die Instabilität des Minerals bei Anwesenheit von Säuren werden toxische Be2+-Ionen freigesetzt, weswegen Niveolanit als giftiges Mineral angesehen werden muss.

## Bildung und Fundorte
Niveolanit wurde an seiner Typlokalität im so genannten „Poudrette-Pegmatit“ gefunden, der den größten im Komplex von Mont Saint-Hilaire aufgefundenen Pegmatitkörper bildet. Er stellt hier ein spät gebildetes Mineral dar und findet sich in Hohlräumen eines hydrothermal veränderten peralkalischen Pegmatits. Typischerweise tritt er auch in Pseudomorphosen nach einem anderen Berylliummineral auf. Der Poudrette-Pegmatit ist stark mit verschiedenen weiteren in späten Stadien der Pegmatitentwicklung gebildeten Carbonatmineralen angereichert. Neben Niveolanit finden sich hier auch signifikante Mengen des Zirconium-Titan-Carbonats Sabinait. Diese exotische Carbonatmineralisation weist auf die extrem hohe CO2-Aktivität der späthydrothermalen Lösungen hin, die nicht nur die früher gebildeten Seltenmetall-Silicate auflösten, sondern auch die Kristallisation von Carbonaten ermöglichten, welche diese remobilisierten Kationen enthalten.
Typische Begleitminerale des Niveolanits in den Hohlräumen im „Poudrette-Pegmatit“ sind Albit (meist in epitaktischen Verwachsungen auf Mikroklin), Aegirin, Natrolith, Gonnardit (immer epitaktisch auf Natrolith), Siderit, Petersenit-(Ce), Franconit sowie feiner, pulverförmiger Dawsonit. Weniger häufig vergesellschaftete Minerale sind Analcim, Quarz, Eudidymit, Katapleiit, Gaidonnayit, Monazit-(Ce), Calcit, Adamsit-(Y), Shomiokit-(Y), Galenit, Sphalerit und Rutil sowie Shortit, Hochelagait und Rhodochrosit.
In einigen Hohlräumen mit Niveolanit wurden braune Filme einer festen bituminösen Substanz beobachtet. In diesen Bereichen bilden Mikroklin, Aegirin, Nephelin, Albit, Annit, Sodalith und Zirkon die massive Pegmatitmatrix.
Als extrem seltene Mineralbildung wurde der Niveolanit bisher (Stand 2019) lediglich von einem Fundpunkt beschrieben. Die Typlokalität für Niveolanit ist der im „Poudrette Quarry“ aufgeschlossene gangförmige „Poudrette-Pegmatit“ im Alkaligesteins-Pluton des Mont Saint-Hilaire, Regionale Grafschaftsgemeinde La Vallée-du-Richelieu, Montérégie, Québec, Kanada. Zum „Poudrette Quarry“ gehören auch die 1994 an die Familie Poudrette verkauften Abbaue im ehemaligen „Demix Quarry“, in den schon früher die alten Steinbrüche „Desourdy Quarry“ und „Uni-Mix Quarry“ aufgegangen waren. Ende 2007 verkaufte die Familie Poudrette den Steinbruch, dessen Name seitdem als „Carrière Mont Saint-Hilaire“ angegeben wird.
Der gangförmige Poudrette-Pegmatit befindet sich an der südlichsten Ecke des neuen „Poudrette Quarry“, der den ehemaligen „Demix Quarry“ im Nordwesten mit dem ursprünglichen „Poudrette Quarry“ im Südosten zu einem einzigen Steinbruch vereinigt. Er ist 2–4 m mächtig, mindestens 70 m lang und war auf ca. 35–40 m vertikal aufgeschlossen. Die ersten Niveolanit-Stufen wurden auf der Sohle No. 8 des Steinbruchs geborgen. Die möglicherweise reichste Zone befand sich auf der zeitweise aufgeschlossenene Sohle No. 9, in Grabenaushüben, im Hauptpegmatitgang und einigen „Offshoot“-Gängen, die in den Jahren 2000 und 2002 gefunden wurden. Sehr wahrscheinlich befinden sich noch weitere Niveolanit-Vorkommen in den noch nicht aufgeschlossenen Teilen des Steinbruchs.
Fundstellen für Niveolanit aus Deutschland, Österreich und der Schweiz sind damit unbekannt.

## Verwendung
Niveolanit ist aufgrund seiner Seltenheit nur für den Sammler von Mineralen von Interesse.